# Baye (Finisterra)
Baye é uma comuna francesa na região administrativa da Bretanha, no departamento Finisterra. Estende-se por uma área de 7,28 km². Em 2010 a comuna tinha 1 228 habitantes (densidade: 168,7 hab./km²).